# Ledigos
Ledigos ist ein Ort am Jakobsweg in der Provinz Palencia der Autonomen Gemeinschaft Kastilien-León.

## Geschichte
Die Geschichte des Ortes ist durch die Lage am Jakobsweg geprägt. Die Pfarrkirche ist dem Apostel Jakobus geweiht, in ihr soll es als einzige Kirche am Weg Darstellungen des Apostels als Apostel, Pilger und Maurentöter geben. Weiterhin gab es das Pilgerhospiz Sankt Lazarus, an das heute ein Stein an der Landstraße nach Población de Arroyo erinnert. Es wurde 1752 zerstört und als Steinbruch für die Ermita Nuestra Señora de Vallejera genutzt.

## Sehenswertes
- Jakobskirche (Iglesia de Santiago Mayor), 17. Jahrhundert, einschiffig, Altarretabel aus dem 17. und 18. Jahrhundert. Die Darstellung des Gekreuzigten wurde von Dr. Parrado del Olmo dem Künstler Juan Sáez de Torrecilla zugeschrieben.

## Fiesta
- Jakobstag: 25. Juli